# Friedrich Wilhelm von Hendorff
Friedrich Wilhelm von Hendorff, bis 1759 Henrichs (* 20. Dezember 1738 in Oldenburg; † 31. Juli 1798 ebenda) war ein deutscher Verwaltungsjurist, Kammerherr und später Kammerdirektor des Herzogtums Oldenburg.

## Leben
Hendorff war der Sohn des dänischen Generalkriegskommissars Johann Georg von Hendorff (10. Juli 1703 – 9. November 1775) und dessen Ehefrau Christine geb. Schmid (1707–1793). Der Vater stand in dänischen Diensten und war 1759 von König Friedrich V. von Dänemark mit dem Prädikat von Hendorff in den Adelsstand erhoben worden. 1763 wurde er Kämmerer der zu dieser Zeit dänischen Grafschaften Oldenburg und Delmenhorst und erhielt auf dreißig Jahre die fahrende Post, die von Bremen über Oldenburg und Apen nach Ostfriesland führte.
Über Hendorffs Jugend ist nichts bekannt. Er wuchs vermutlich auf dem vom Vater erworbenen Gut Hahn auf und studierte nach der üblichen Erziehung durch Hauslehrer Rechtswissenschaft. Die Beziehungen des Vaters öffneten ihm den Weg in die Verwaltung der Grafschaften. Im April 1763 wurde er dem Vater als Gehilfen cum spe succedendi (mit der Hoffnung auf die Nachfolge) zugeteilt und stieg danach rasch die bürokratischen Stufen empor. Im August 1767 wurde er zum Kanzleirat ernannt, erhielt im Januar 1770 den Titel Justizrat und im Dezember 1773 den Titel Etatsrat. Nachdem 1773 mit dem Vertrag von Zarskoje Selo die Grafschaften von Dänemark an die jüngere Linie Holstein-Gottorf fielen, wechselte Hendorff in deren Dienste und wurde im März 1781 Kammerherr. Im April 1782 übernahm er schließlich als Direktor die Leitung der Kammer, die er bis zu seinem Tode innehatte.

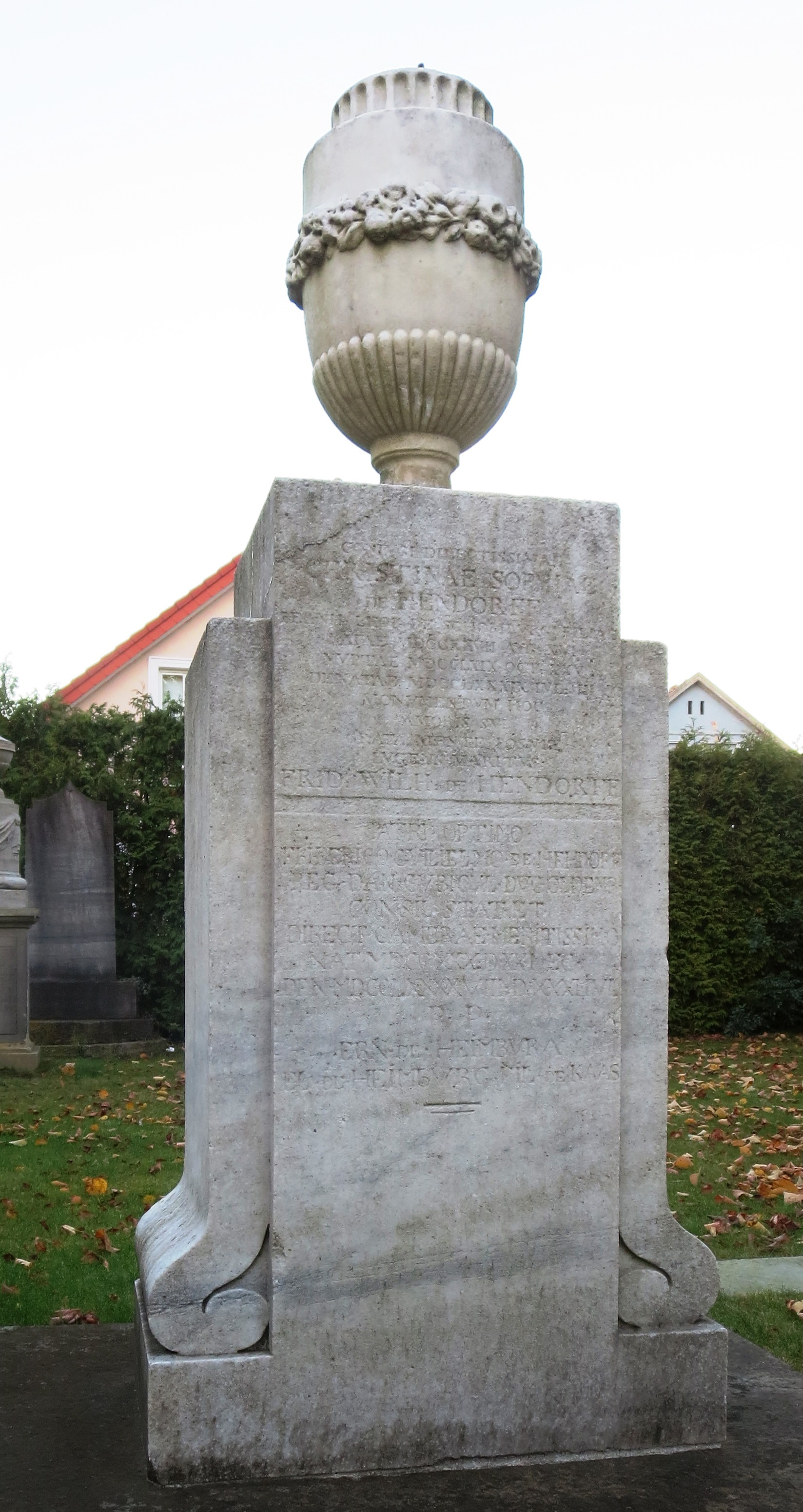
Grabmal F.W. v. Hendorff von Johannes Wiedewelt auf dem Gertrudenfriedhof

Von seiner Amtsführung ist wenig bekannt, jedoch spielte der fachlich überaus kompetente Beamte innerhalb der oldenburgischen Verwaltung im letzten Drittel des 18. Jahrhunderts wohl eine wesentliche Rolle und war maßgeblich an den Reformen beteiligt, die Mitte der 1770er Jahre eingeleitet wurden. Zusammen mit der Spitzengruppe der oldenburgischen Beamtenschaft mit dem dirigierenden Minister Holmer, dem Landvogt Oeder, dem Kabinettssekretär Trede und dem Justizrat Halem arbeitete Hendorff auf ein pragmatisch ausgerichtetes Programm zur Entwicklung und Modernisierung des Kleinstaates hin.
Mit dem 1778 aus Dänemark strafversetzten Landvogt Oeder geriet er dabei zunächst in Konflikt, als dieser die Einrichtung einer Witwen- und Waisenkasse als ersten Schritt einer vorbeugenden Armenpflege vorschlug. Hendorff bezweifelte die zugrundegelegten Berechnungen und trat für eine Erhöhung der Beitragssätze ein. Nach einer neuerlichen Überprüfung schloss sich Oeder Hendorff an, mit dem er dann 1779 gemeinsam die Leitung der Witwen- und Waisenkasse übernahm. Als Kammerdirektor spielte er auch eine wichtige Rolle bei der Reform des bisher hauptsächlich von der Kirche getragenen Armenwesens. 1784 wurde er Mitglied der vorbereitenden Kommission, als deren Sprecher er im folgenden Jahr das umfangreiche Abschlussgutachten verfasste, das die Vorschläge zur Reorganisation des Armenwesens enthielt und nach dem Vorbild Hamburgs auch die Errichtung einer Sparkasse für sozial Schwache empfahl. Von ihm stammten dann auch die Texte der beiden Verordnungen, mit denen 1786 die neue Armenordnung sowie die Sparkasse durch Herzog Peter Friedrich Ludwig eingerichtet wurden. Letztere bildete den Grundstein zu der späteren Landessparkasse zu Oldenburg, eine der ältesten noch bestehenden Sparkassen der Welt.
Hendorff scheint in den letzten Monaten seines Lebens häufiger krank gewesen zu sein und konnte sich deshalb seinen Amtspflichten nicht mehr mit ganzer Kraft widmen. Seinen Tod bezeichnete Herzog Peter I. als einen „sehr empfindlichen Verlust“.

## Familie
Hendorff heiratete am 25. Oktober 1779 Christine Sybille geb. von Schomburg (1747–1789), der Tochter eines Konferenzrats. Seine Schwester Christina Amalia (1740–1804) war die Frau des oldenburgischen Kanzleidirektors Christian Albrecht Wolters (1716–1799). Sein jüngerer Bruder Johann Georg von Hendorff (1744–1800) war Major in dänischen Diensten und führte als Postmeister ab 1777 alle in Oldenburg bestehenden Postlinien auf eigene Rechnung. Er erwarb eine umfangreiche Gemäldesammlung, die nach seinem Tod versteigert und teilweise durch Herzog Peter Friedrich Ludwig aufgekauft wurde.